# Rote Kuh

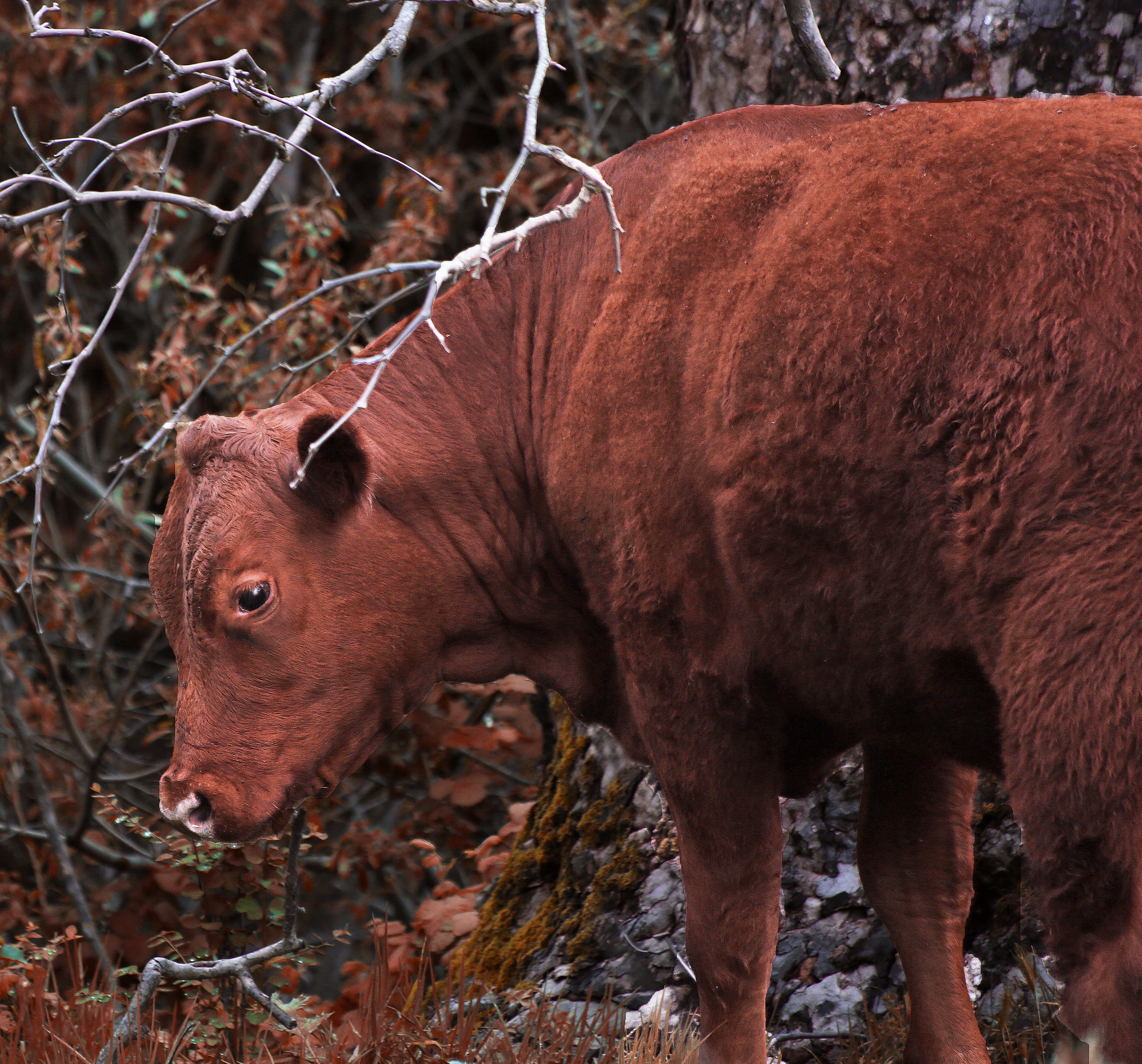
Eine rote Färse

Die rote Kuh oder rote Färse (hebräisch פָּרָה אֲדֻמָּה pārâ ʾādummâ) ist in der jüdischen Kultur ein geschlechtsreifes weibliches Hausrind, das nie trächtig war, und das nie unter einem Joch lief (Färse). Ferner darf sie nicht mehr als zwei andersfarbige Haare im Fell haben. Ihr Leichnam dient der Herstellung eines Wassers zur rituellen Reinigung von Totenunreinheit.

## Religiöser Hintergrund
In der jüdische Religion ist die im Tanach angelegte Unterscheidung in „rein“ (hebräisch טהר ṭhr) und „unrein“ (hebräisch טמא ṭmʾ) eine zentrale Ordnungskategorie. Die durch bestimmte Handlungen, Gegenstände oder Zustände ausgelöste Unreinheit verhindert die Teilnahme am Kult oder Leben der Gemeinschaft. Darüber hinaus ist Reinheit eine Voraussetzung für die individuelle Kommunikation mit Gott (Gebet). Insbesondere für die jüdischen Priester stellte Reinheit als Bedingung für die Gottesbegegnung eine conditio sine qua non dar.

## Biblischer Bericht
Die rituelle Verwendung der roten Kuh geht auf Num 19,1–22 ,
(hebräisch בְּמִדְבַּר Bəmīḏbar, deutsch ‚in der Wüste‘) zurück, wo sie im Zusammenhang der Herstellung eines Reinigungswassers genannt wird: Eine fehlerfreie rote Kuh, im biblischen Bericht eine Färse, auf der noch kein Joch lag, wurde während der Wüstenwanderung außerhalb des Lagers vor dem Priester Eleasar rituell geschlachtet und das Blut siebenmal gegen die Bundeslade, (hebräisch אֲרוֹן הַבְּרִית ʔarōn habrīt, deutsch ‚Lade des Zeugnisses‘) gesprengt. Anschließend erfolgte die Verbrennung unter der Beigabe von Zedernholz, Karmesin und Ysop durch den Priester selbst. Zuletzt wurde die Asche in einem irdenen Gefäß gesammelt und mit Quell- oder Flusswasser („lebendiges, fließendes Wasser“, hebräisch מים חיים majim chajim) zu einem Reinigungswasser vermischt. Dieses Wasser wurde am dritten und siebten Tag einer siebentägigen Zeitspanne außerhalb des Lagers auf durch den Tod verunreinigte Personen und Gegenstände gesprengt, um diese zu reinigen. Auch das Berühren des Reinigungswassers führt zu einer Verunreinigung bis zum Abend, weshalb das Waschen des Körpers und der Kleidung nach dem Kontakt verpflichtend ist.
Der Bericht teilt sich in drei Abschnitte, die je durch eine Formel eingeleitet werden:
- Die Herstellung des Reinigungswassers (Num 19,1–10a EU): וַיְדַבֵּר יְהוָ֔ה wajdabbēr jhwh „Und der Herr sprach“
- Beschreibung des Rituals: Num 19,10b–13 EU: וְהָיְתָה לִבְנֵי יִשְׂרָאֵל wəhājətâ liḇnê jiśrāēl „Und es soll den Söhnen Israels sein“
- Rechtliche Bestimmung: Num 19,14–22 EU: זֹאת הַתּורָה zōʾṯ hattōrâ „Dies ist die Weisung“

Obwohl das Ritual zahlreichen anderen alttestamentlichen Opferbestimmungen ähnelt, nimmt das Ritual zur Herstellung von Reinigungsasche eine Sonderstellung ein. Nach Dubrau ist mit "Einflüssen nicht-israelitischer Opferbräuche" zu rechnen, er gibt aber nicht an, welche, und Quellen fehlen.

### Mischna
Die Mischna, mit der Tosefta und dem Talmud, also die zentrale Zusammenstellung der mündlichen Tora im rabbinischen Judentum, und damit dem mündlichen Bestandteil der schriftlichen Tora, enthält ein Traktat über die rote Färse, das Traktat Parah („Kuh“) im Seder Tohorot (hebräisch סדר טָהֳרוֹת), das die beteiligten Verfahren erläutert. Für das Traktat existiert keine Gemara, obwohl in der Gemara für andere Traktate des Talmuds Kommentare zum Verfahren enthalten sind.

## Ziele und Intentionen
Im alttestamentarischen Verständnis, der hebräischen Bibel, war der Tod das ultimative Symbol für eine Unreinheit, weil er das Gegenteil des Lebens und der Heiligkeit Gottes darstellt. Wer mit einem Leichnam in Berührung kam, wurde rituell unrein und müsste durch das „Reinigungswasser“ gereinigt werden. Im Ritual der „roten Kuh“ zeigt sich, wie wichtig die Trennung zwischen Heiligem und Unreinem war, besonders im Umgang mit dem Tod, und es zeigt zugleich eine tiefe theologische Botschaft über die Notwendigkeit der Reinigung, um in Gottes Gegenwart (Schechina) treten zu können.

## Nachbiblische Traditionen

### Talmud
Im babylonischen Talmud behandeln ca. 80 Textstellen das Thema der roten Kuh.
Dabei konzentrierten sich die Tannaiten auf die religionsgesetzliche Erschließung des Rituals. Diese reicht über die biblischen Bestimmungen hinaus und kann in Detailfragen von diesen abweichen. Das Traktat Hilchot Para Aduma (hebräisch הִלְכּוֹת פָּרָה אָדוּמּה hilkōṯ pārâ ʾādūmmâ) im Sefer Tohorot berichtet auch von den Kontroversen zwischen Pharisäern und Sadduzäern über die Herstellung der Asche.
In amoräischer Zeit verschob sich der Fokus auf die rationale Begründung des Rituals, wobei die rote Kuh zum Paradebeispiele für Gesetzte galt, die chuqqim (hebräisch חֻקִּים), also nicht rational begründbar, sind. Entscheidend dabei ist die Unveränderlichkeit dieser Anordnungen unabhängig vom Verhalten des Menschen. Als choq gilt dabei nicht die Herstellung des Reinigungswassers, sondern die Bestimmung der Verunreinigung an Toten (hebräisch הִלְכּוֹת טוּמְאַת מֵת hilkōṯ ṭūmʾaṯ mēṯ). Außerdem wird der Vorwurf des Götzendienstes an die Juden behandelt, der auf die nichtrationalen Bestimmungen der roten Kuh zurückgeht, sowie die Weisheit mit Bezug auf die Schwierigkeit die Bestimmungen zu deuten.
Gemäß rabbinischer Überlieferung wurden nach Esra nur sieben rote Kühe verbrannt. Nach einer anderen Überlieferung wurde die Reinigungsasche mit ins babylonische Exil genommen und anschließend wieder nach Israel zurückgebracht.

### Weitere Überlieferungen
Raschi erklärt die Bedeutung der roten Kuh damit, dass sie die Sünde vom goldenen Kalb korrigieren solle.
Auch Josephus erwähnt das Ritual der roten Kuh, lässt dabei jedoch den Hinweis auf die Verunreinigung durch die Asche aus. Vermutlich nimmt er auf das Unverständnis der nichtjüdischen Leserschaft Rücksicht. Er verbindet das Thema mit der Trauerperiode um Mirjam (Num 20,1 ).
Philon von Alexandria deutet die Zeremonie als Mittel zur Erlangung der rechten Gesinnung gegenüber Gott.
Qumran bietet verschiedene Überlieferungen zur roten Kuh. Dabei deuten Hinweise darauf, dass das Ritual in der Gemeinschaft angewendet wurde.

### Auswirkungen der Tempelzerstörung

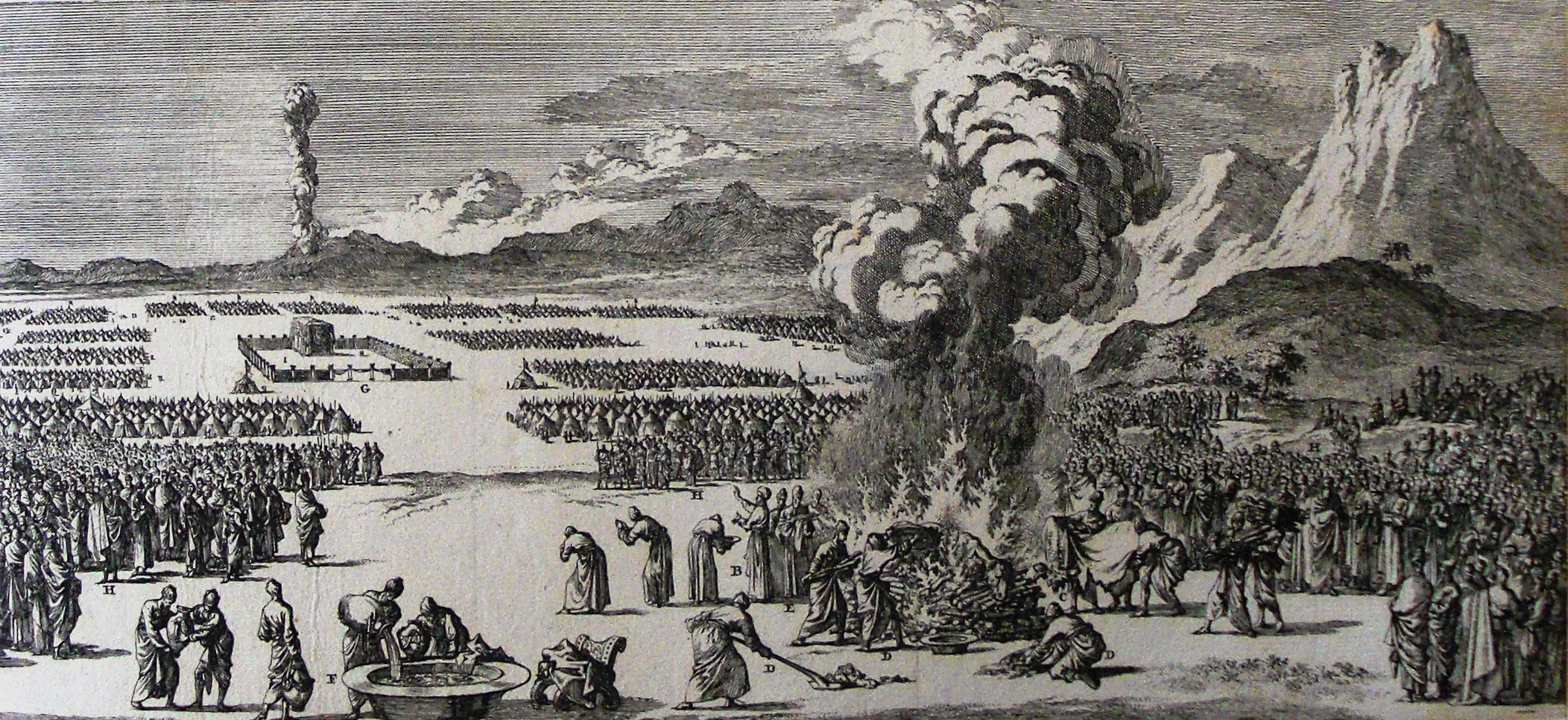
Phillip Medhurst Bild zur Torah 558, die Purifikation durch die „rote Kuh“

Nach der Zerstörung des Zweiten Tempels 70 n. Chr. fand der Tempel- und damit auch der Opferkult ein Ende. Jedoch kann nicht notwendigerweise von einem sofortigen Ende der Zeremonie der roten Kuh ausgegangen werden: Mischna, Traktat Para 7,6 und Tosefta, Traktat Para 7,4 wenden sich mit einer Frage zum Verfahren an den Gerichtshof in Jabne.

### Schabbat Para
Unter dem שַׁבַּת פָּרָה šabbat pārâ „Schabbat der roten Kuh“ versteht man den Schabbat nach dem Purimfest. Er soll auf Pessach vorbereiten. Als Toralesung in der Synagoge ist Num 19,1–22  vorgesehen, als Haftara wird Ez 36,16–38  gelesen. Dazu werden besondere Pijjutim gebetet. Damit wird an die Reinigung zu Tempelzeiten erinnert.

## Zeitgenössische Diskussion
Der Tempelaufbau und die Wiederaufnahme von Opferzeremonien sind ein Anliegen einiger orthodoxer und nationalistischer Gruppen, vor allem dem Temple Mount and Israel Faithful Movement (hebräisch נאמני הר הבית וארץ ישראל) und dem Tempel-Institut. 
Der Mainstream der Juden sieht den Opferkult als überholt an und betrachtet das heutige rabbinische Judentum als primär spirituell und nicht an ein physisches Heiligtum gebunden.
Das von Rabbi Yisrael Ariel gegründete Tempel-Institut (hebräisch מכון המקדש Machon HaMikdash) plant aktuell ein Programm zur Aufzucht eines den Anforderungen entsprechenden Rindes, aus dem man die Asche einer roten Kuh herstellen will. Durch die dadurch mögliche Reinigung könnte eine Gruppe der Kohanim wieder ihre priesterliche Funktion auf dem Tempelberg ausführen. Die Implikationen einer Wiederaufnahme des Tempelbetriebes könnten zu politischen und religiösen Konflikten führen.
Dennoch setzten sich Strömungen des rabbinischen Judentums, das sich nach der Zerstörung des Tempels entfaltete, weiterhin mit dem Thema der „roten Kuh“ auseinander. In der Mischna wurde ihr ein ganzes Kapitel gewidmet und im Talmud Traktat Kidduschin (31a). Damit eine Gruppe der Kohanim wieder ihre priesterliche Funktion auf dem Tempelberg ausführen könnte, müsste sich diese Gruppe einem Purifikationsritual mittels der Asche einer „roten Kuh“ unterziehen; ansonsten käme dies einem Ritualbruch gleich.